# Elling å
Elling å är ett vattendrag i Region Nordjylland, Danmark. Det mynnar i Kattegatt strax norr om Frederikshavn.

## Flora och fauna
Området kring åns mynning i Ålbækbukten består av strandäng och är en del av Natura 2000-området Hirsholmene. Där finns bland annat väddnätfjäril.

## Mänsklig användning
Ellingåskeppet hittades i samband med att Skagensbanen byggdes över ån. Nygaards mølle har sedan 1800-talet använt ån för olika kraftändamål, först direkt och senare genom att producera el.